# Rás Tailteann
Das Rás Tailteann [ˌɾˠaːsˠ ˈt̪ˠalʲtʲən̪ˠ] ist ein irisches Straßenradrennen. Die erste Austragung fand 1953 statt; es war das erste Etappenrennen in Irland.

## Geschichte
Das Rennen wurde 1953 als Zweitagesrennen zum ersten Mal ausgetragen und ging auf die Initiative eines Anwaltes aus Dublin, Joe Christle, zurück. Christle war irischer Nationalist, der sich für die Einheit Irlands vielfältig engagierte; er war unter anderem Mitglied der IRA, von Sinn Féin und Herausgeber der Zeitung United Irishman. Er organisierte Rennen bis 1972.
Bei der ersten Austragung – von Dublin nach Wexford und zurück – waren 52 Fahrer am Start, und nur die wenigsten von ihnen hatten Erfahrungen mit Etappenrennen, wie Straßenradsport überhaupt bis zu diesem Zeitpunkt keine Tradition in Irland hatte. Mit dem Namen Rás Tailteann nahmen die Organisatoren Bezug auf das Festival Aonach Tailteann in Teltown (Tailtin), das seinen Ursprung in vorchristlicher Zeit hatte. Diese nationale Komponente wurde unterstrichen durch die Wahl des Startortes, vor dem General Post Office in Dublin, wo 1916 der Osteraufstand seinen Anfang nahm. Zwei Brüder von Joe Christle, Colm und Mick, nahmen teil, und er drängte sie, das Rennen unbedingt zu gewinnen, damit nicht auffalle, dass es kein Preisgeld gab. Colm wurde schließlich Sieger der ersten Austragung.
Das Rennen fand unter der Ägide der National Cycling Association (NCA) statt. Die NCA propagierte die Einheit Irlands, was dazu führte, dass der Verband 1947 auf Betreiben der British National Cyclists’ Union und mit Unterstützung der Commonwealth-Staaten aus dem Weltradsportverband UCI ausgeschlossen wurde, da sie existierende Grenzen nicht anerkenne. In der Folge traten zahlreiche Vereine aus der NCA aus und gründeten den Verband Cumann Rothaiochta na hEireann (CRE), der mit Unterstützung der Briten in die UCI aufgenommen wurde; parallel wurde ein Verband für Nordirland, die Northern Irish Cycling Federation (NICF), gegründet. Resultat war, dass Mitglieder des NCA nicht bei internationalen Rennen starten durften, und umgekehrt, dass Vereine, die wiederum beim Rás starteten, gesperrt wurden.
In Konsequenz starteten bis 1973 fast ausschließlich Mitglieder der NCA beim Rás, darunter Gene Mangan, der das Rennen einmal sowie zwölf Etappen gewann, Sé O’Hanlon entschied die Gesamtwertung und 24 Etappen für sich und Paddy Flanagan gewann das Rennen drei Mal und elf Etappen.
Diese Situation blieb bis 1974 bestehen: Nach langjährigen Verhandlungen startete erstmals ein CRE-Team mit Pat McQuaid, Kieron McQuaid and Peter Doyle beim Rás. 1978 bildete sich der neue Verband Irish Cycling Tripartite Committee aus NCA, CRE NISF, und fortan durften auch nordirische Sportler starten. Im Jahr darauf gewann Stephen Roche aus Dublin das Rennen. Seit 1987 gehören irische Radsportler nur noch einem Verband an, der sich heute Cycling Ireland nennt.
1963 nahm erstmals ein ausländisches Team, aus Polen, am Rennen teil. Von 1990 bis 1992 war das Rennen Teil des UCI-Rennkalenders; seit 2001 ist es erneut mit UCI-Kategorie klassifiziert und geht seitdem über acht Tage. Seit 2018 heißt das Rennen Rás Tailteann.

### Namen des Rennens
- 1953–1967: Rás Tailteann
- 1968–1972: You Are Better Off Saving Rás Tailteann
- 1973: Tayto Rás Tailteann
- 1974–1976: Discover Ireland Rás Tailteann
- 1977–1980: The Health Race Rás Tailteann
- 1981–1982: Tirolia Rás Tailteann
- 1983: Dairy Rás Tailteann
- 1984–2004: FBD Milk Rás
- 2005–2010: FBD Insurance Rás
- 2011–2017: An Post Rás
- seit 2018: Rás Tailteann

## Das Rennen
Rás Tailteann findet seitdem jährlich im Mai statt und geht über acht Etappen. Seit 2005 zählt das Rennen zur UCI Europe Tour und ist in die Kategorie 2.2 eingestuft. Rekordsieger ist der Ire Sé O’Hanlon, der das Rennen viermal für sich entschied. Als bisher einziger Deutscher gewann Tony Martin die Rundfahrt im Jahre 2007.

## Palmarès
- 2025  George Kimber
- 2024  Dominic Jackson
- 2023  Dillon Corkery
- 2022  Daire Feeley
- 2019–2021 nicht ausgetragen
- 2018  Luuc Bugter
- 2017  James Gullen
- 2016  Clemens Fankhauser
- 2015  Lukas Pöstlberger
- 2014  Clemens Fankhauser
- 2013  Marcin Białobłocki
- 2012  Nicolas Baldo
- 2011  Gediminas Bagdonas
- 2010  Alexander Wetterhall
- 2009  Simon Richardson
- 2008  Stephen Gallagher
- 2007  Tony Martin
- 2006  Kristian House
- 2005  Chris Newton
- 2004  David McCann
- 2003  Chris Newton
- 2002  Ciarán Power
- 2001  Paul Manning
- 2000  Julian Winn
- 1999  Philip Cassidy
- 1998  Ciarán Power
- 1997  Andrew Roche
- 1996  Tommy Evans
- 1995  Paul McQuaid
- 1994  Declan Lonergan
- 1993  Eamonn Byrne
- 1992  Stephen Spratt
- 1991  Kevin Kimmage
- 1990  Ian Chivers
- 1989  Dainis Ozoles
- 1988  Paul McCormack
- 1987  Paul McCormack
- 1986  Stephen Spratt
- 1985  Nikolai Kossjakow
- 1984  Stephen Delaney
- 1983  Philip Cassidy
- 1982  Dermot Gilleran
- 1981  Jamie McGahan
- 1980  Billy Kerr
- 1979  Stephen Roche
- 1978  Seamus Kennedy
- 1977  Juri Lawruschkin
- 1976  Fons Steuten
- 1975  Paddy Flanagan
- 1974  Peter Doyle
- 1973  Mike O’Donaghue
- 1972  John Mangan
- 1971  Colm Nulty
- 1970  Alexander Gusjatnikow
- 1969  Brian Connaughton
- 1968  Miloš Hrazdíra
- 1967  Sé O’Hanlon
- 1966  Sé O’Hanlon
- 1965  Sé O’Hanlon
- 1964  Paddy Flanagan
- 1963  Zbigniew Głowaty
- 1962  Sé O’Hanlon
- 1961  Tom Finn
- 1960  Paddy Flanagan
- 1959  Ben McKenna
- 1958  Mick Murphy
- 1957  Frank Ward
- 1956  Paudie Fitzgerald
- 1955  Gene Mangan
- 1954  Joe O’Brien
- 1953  Colm Christle